# Front de libération du Québec

Bandeira do FLQ.

Front de libération du Québec (FLQ; "Frente de Libertação de Quebec") foi um grupo paramilitar separatista em Quebec  fundado no início de 1960, apoiou militantemente o movimento de soberania de Quebec. Foi ativo entre 1963 e 1970 e foi considerado como uma organização terrorista por seus métodos de ação violentos,  embora alguns historiadores também considerassem alguns de seus membros como "idealistas", enquanto a polícia provincial os considerassem "amadores".  Foi responsável por mais de 160 incidentes violentos que mataram oito pessoas e feriram muitas outras, incluindo o bombardeio a Bolsa de Valores de Montreal em 1969.  Estes ataques culminariam em 1970 no que é conhecido como a Crise de Outubro, no qual o Comissário para o Comércio Britânico James Cross e o ministro do Trabalho de Quebec Pierre Laporte foram sequestrados, com Laporte sendo assassinado.
Os membros da FLQ praticavam propaganda pelo ato e emitiam declarações que exigiam uma insurreição socialista contra os opressores identificados com o imperialismo "anglo-saxônico", a derrubada do governo do Quebec, a independência do Quebec do Canadá e o estabelecimento de uma  "sociedade operária" quebequense francófona. A organização também foi influenciada por outros movimentos, tais como grupos esquerdistas em países como  Argélia, Vietnã e Cuba.